# Cratylia
Cratylia es un género de plantas con flores perteneciente a la familia Fabaceae. 
Incluye ocho especies nativas de América del Sur tropical, desde Perú y el norte de Brasil hasta el noreste de Argentina.

## Especies
Hasta 2024, Plants of the World registra 10 especies aceptadas.
- Cratylia argentea (Desv.) Kuntze
- Cratylia bahiensis L.P.Queiroz
- Cratylia hypargyraea Mart. ex Benth.
- Cratylia intermedia (Hassl.) L.P.Queiroz & R.Monteiro
- Cratylia isopetala (Lam.) L.P.Queiroz
- Cratylia mollis Mart. ex Benth.
- Cratylia nuda Tul.
- Cratylia nutans Herzog
- Cratylia pauciflora (Rusby) Harms
- Cratylia spectabilis Tul.